# Хачла-Каяси
Хачла-Каяси (крим. Haçlı Qayası; також Скеля Аліма) — руїни замку XIII—XIV століття, що знаходяться на Південному березі Криму, за 2,5 км на захід від Верхньої Ореанди. Рішеннями Кримського облвиконкому № 595 від 5 вересня 1969 року і № 957/0/16-10 від 15 січня 1980 (обліковий № 498) «укріплення „Хачла-Каяси, руїни оборонних стін“ XII—XIV століття і „Храм середньовічний XIII—XIV століття“» оголошено історичною пам'яткою регіонального значення. Назва Хачла-Кояси — спотворене кримськотатарське Хачли-Каяси — Хрестоподібна скеля.

## Опис
Укріплення розташовується біля шосе з Ореанди в Гаспру, на скелі-відрогу, довжиною близько 150 м і шириною 60-70 м, що поросла ялівцево-сосново-дубовим лісом, обмеженою урвищами зі сходу, півдня і заходу. Відносно доступний північний схил, у середньовіччі перекритий оборонним муром із вежею. Панцирна стіна, завдовжки близько 23 м і завтовшки 2 м (збереглася заввишки 1,5-1,8 м), трапецеїдального профілю, складена з підтесаного бутового каменю на вапняному розчині, з добре підігнаною лицьовою стороною. Біля північного краю стіни розташовувалася вежа-донжон (бастіон), що становить єдине ціле зі стіною, також облицьована панцирною кладкою, незвичайних для кримських ісарів розмірів 6 на 7,5 м. Зважаючи на потужний шар роздробленої та обпаленої черепиці, виявлений під час шурфування вежі, вона, можливо, була давоповерховою, з черепичною покрівлею і зруйнована під час пожежі. Крім основної стіни замок мав менш потужну стіну-крило на південному краї урвища завдовжки приблизно 12-13 м і захисні парапети (для прикриття тих, хто оборонявся) уздовж усіх урвищ — загальна довжина укріплених рубежів сягала 75 м.
Вежа-донжон одночасно прикривала доволі вузький вхід до фортеці — хвіртку завширшки близько 1,5 м, перекриту арковим склепінням, до якої кулуаром вели скельні сходи або пандус. Усередині укріплення, по вирубаних у скелі майданчиках, простежуються сліди трьох десятків невеликих (приблизно 4 на 6 м) жител. У північній частині фортеці, на вершині скелі біля краю невеликої кріпосної площі, виявлено залишки християнського храму, розмірами 4,2 на 7 м (такого самого типу, як в інших пунктах Південного берега). Судячи із залишків старої дороги з району Ореанди до перевалів Головного пасма, замок міг контролювати цей торговий шлях і в середньовіччі.
Історики вважають, що це, як і багато інших укріплень, було засновано в XIII столітті через татаро-монгольськими вторгненнями до Криму (починаючи з 1223 року), сельджуцькою експансією та переходом гірського Криму до зони впливу Трапезундської імперії. Судячи з археологічних знахідок XIV століття можна припустити, що замок загинув під час захоплення Південного берега Криму генуезцями у другій половині XIV століття.